# Fasia-Jansen-Gesamtschule
Die Fasia-Jansen-Gesamtschule ist eine städtische Gesamtschule in Oberhausen (Nordrhein-Westfalen). Die Schule ist benannt nach der Friedensaktivistin, Pazifistin und Liedermacherin Fasia Jansen.

## Geschichte
Die Fasia-Jansen-Gesamtschule wurde im Jahr 1988 als dritte Gesamtschule Oberhausens unter dem Namen Gesamtschule Alt-Oberhausen gegründet und bezog das Gebäude des ehemaligen Novalis-Gymnasiums in der Schwartzstraße 87. Das Novalis-Gymnasium war im Jahr 1987 als eigenständige Schule aufgelöst und mit dem benachbarten Heinrich-Heine-Gymnasium zusammengeführt worden. Am 27. Juni 2014 wurde die Gesamtschule Alt-Oberhausen auf Antrag der Schulkonferenz in Fasia-Jansen-Gesamtschule umbenannt.

## Lage und Gebäude

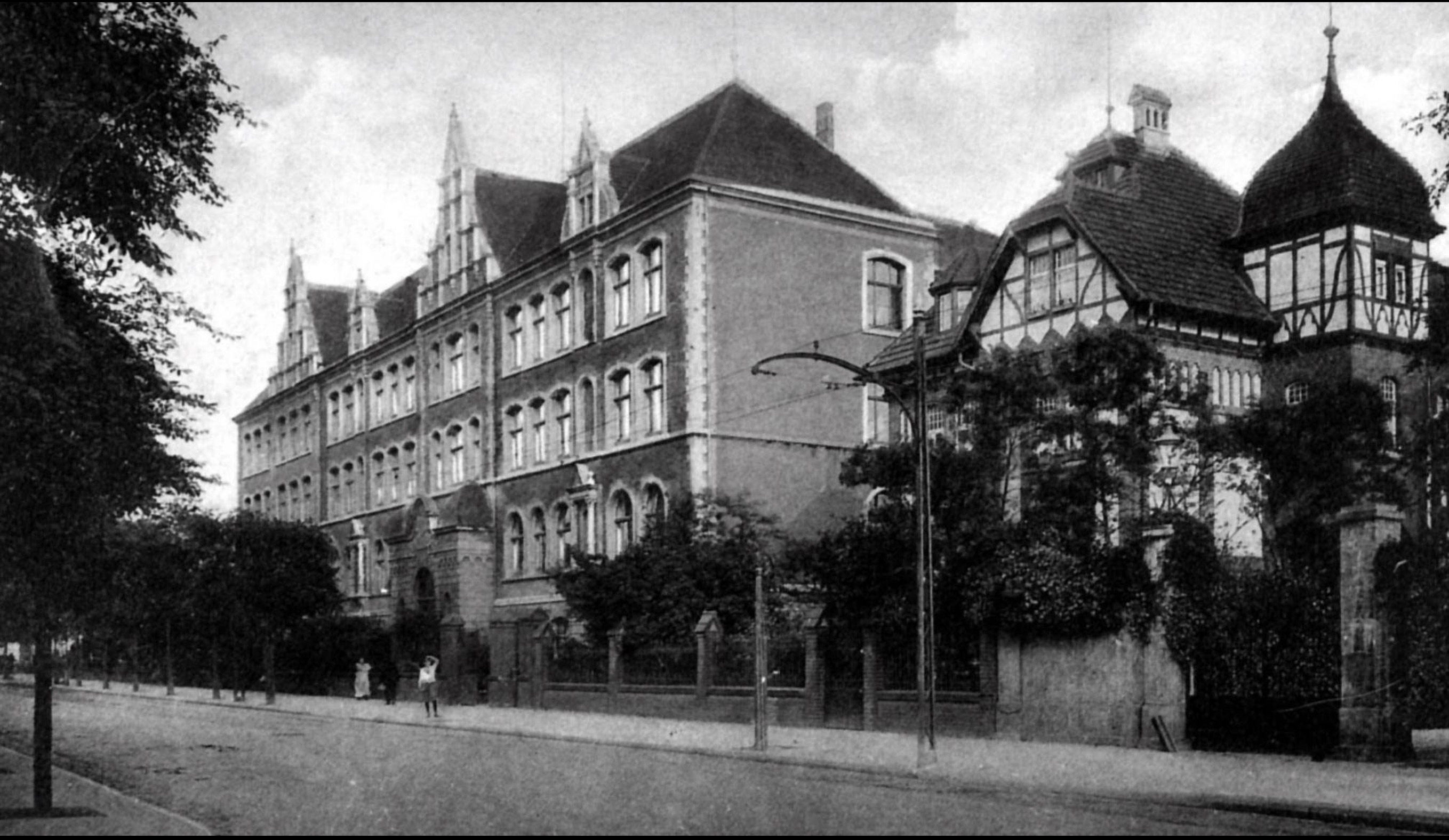
Schulstandort Schwartzstraße um 1910

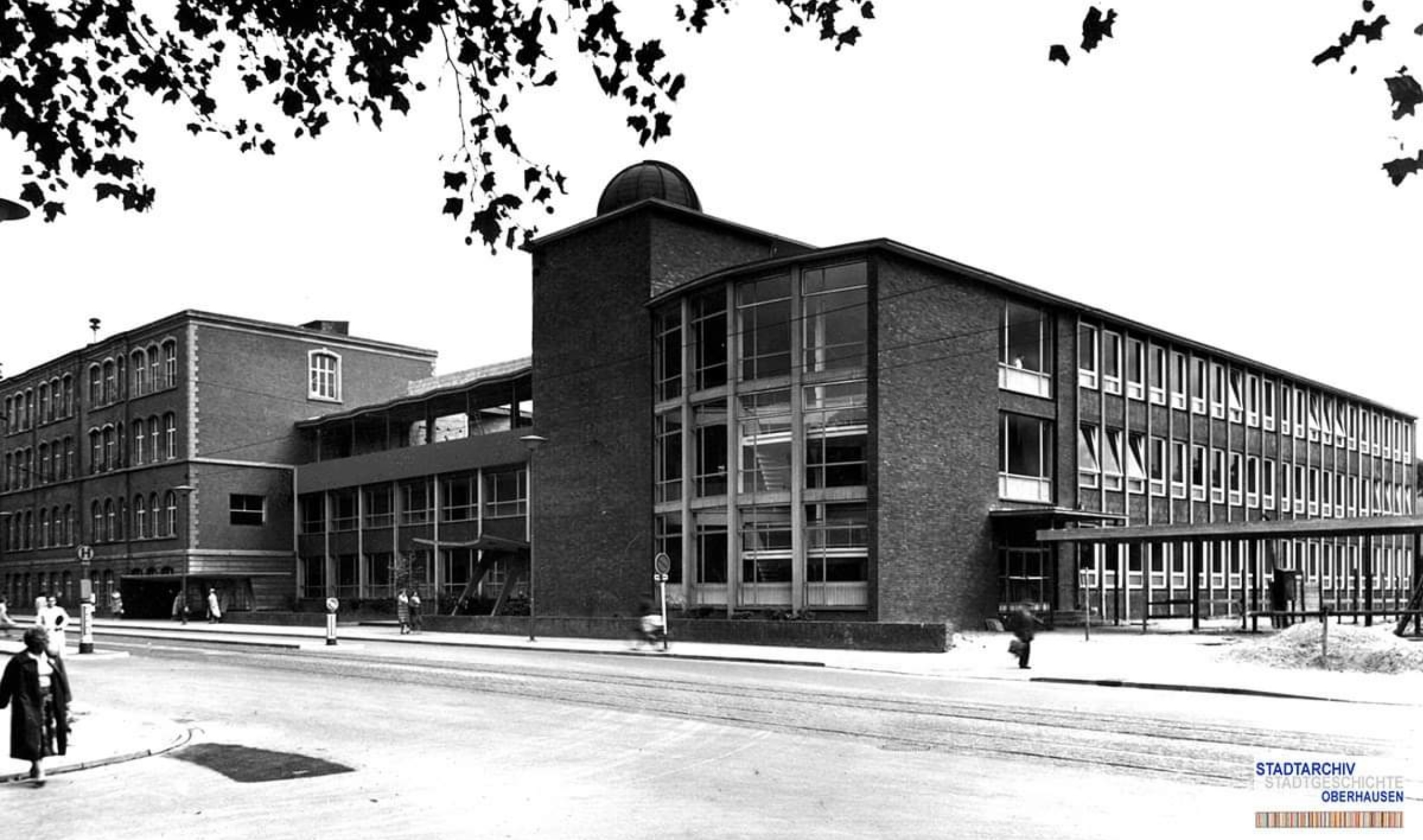
Schulstandort Schwartzstraße, Novalis-Gymnasium 1963

Das Hauptgebäude der Fasia-Jansen-Gesamtschule liegt im Stadtteil Oberhausen-Mitte (Marienviertel).
Die Wurzeln des Schulstandortes an der Schwartzstraße gehen auf das Jahr 1896 zurück. Im Zweiten Weltkrieg wurde das Ursprungsgebäude zerstört; nur ein dreistöckiger Anbau aus dem Jahr 1905 im historistischen Stil blieb weitgehend erhalten und konnte restauriert werden.
In unmittelbarer Nachbarschaft des Hauptgebäudes befinden sich das Rathaus Oberhausen und die Luise-Albertz-Halle. Der Hauptbahnhof Oberhausen ist fußläufig erreichbar.
Die Jahrgänge 5 und 6 werden in der Zweigstelle Schönefeld in Dümpten unterrichtet.

## Schulisches Angebot
An der gebundenen Ganztagsschule können die Schüler den Hauptschulabschluss (nach Klasse 9 oder 10) und die Fachoberschulreife sowie die Fachoberschulreife mit Qualifikation (nach Klasse 10) erwerben. Der Besuch der gymnasialen Oberstufe ermöglicht den Erwerb des schulischen Teils der Fachhochschulreife (nach Klasse 12) und die Allgemeine Hochschulreife (nach Klasse 13).
Die Schule verfügt über ein gesondertes Sportprofil: In der Sekundarstufe I gibt es pro Jahrgang eine Sportklasse. Außerdem hat die Fasia-Jansen-Gesamtschule den Titel „DFB-Junior-Coach-Schule“ erworben und beteiligt sich am Schulversuch „Talentschule“ des Landes Nordrhein-Westfalen. In den Jahrgängen 5 bis 7 und wurde das Unterrichtsfach „Talent und Kreativität“' etabliert. Darüber hinaus werden im Rahmen des Landesprogramms „Kulturagenten für kreative Schulen“ fächer- und jahrgangsübergreifende Kulturprojekte angeboten.
Seit dem Jahr 2019 unterhält die Fasia-Jansen-Gesamtschule einen Schüleraustausch mit der Abbot's Lea School in Liverpool. Seit dem 26. November 2022 gehört die Fasia-Jansen-Gesamtschule zum bundesweiten Netzwerk Schule ohne Rassismus – Schule mit Courage. Am 20. September 2024 erhielt die Schule die Zertifizierung als Fairtrade-Schule.

## Auszeichnungen
Im Jahre 2024 wurde die Fasia-Jansen-Gesamtschule zum wiederholten Mal als „Schule der Zukunft“ ausgezeichnet. Im Kulturbereich konnte die Schule den Jugendkulturpreis der Stadt Oberhausen und den Martin-Gauger-Preis in Empfang nehmen. Im Jahr 2023 erzielte das Multiprofessionelle Team der Fasia-Jansen-Gesamtschule den zweiten Platz des Jugendkulturpreises NRW für ein integratives und inklusives Rap-Projekt.

## Projekte

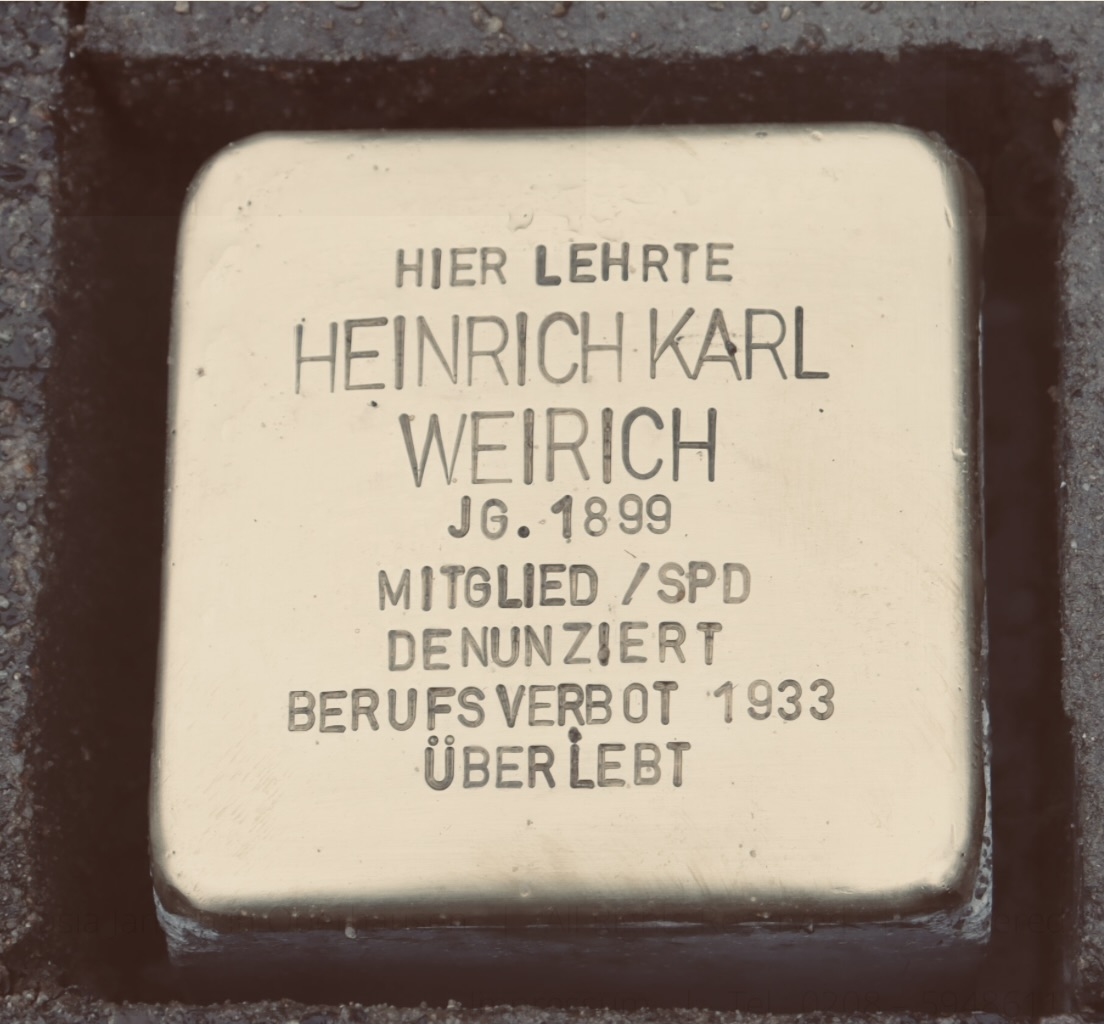
Stolperstein für Studienrat Karl Weirich

Am 7. März 2023 verlegte der Künstler Gunter Demnig vor dem historischen Haupteingang an der Schwartzstraße einen Stolperstein für den Sozialdemokraten Heinrich Karl Weirich, der von 1931 bis 1933 als Studienrat an der damaligen Städtischen Oberrealschule beschäftigt war und im Jahr 1933 mit einem Berufsverbot belegt wurde.